# Masakazu Senuma
Masakazu Senuma (født 7. september 1978) er en tidligere japansk fodboldspiller.
Han har spillet for flere forskellige klubber i sin karriere, herunder Tokyo Verdy og Vissel Kobe.